# اکسی‌فدرین
اکسی‌فدرین (انگلیسی: Oxyfedrine) یک گشادکننده عروق و یک آگونیست گیرنده آدرنرژیک β است. مشخص شده است که تونیسیته عروق کرونر را کاهش می‌دهد، متابولیسم میوکارد را بهبود می‌بخشد (به طوری که قلب می‌تواند هیپوکسی را بهتر حفظ کند) و همچنین اثرات کرونوتروپیک و اینوتروپیک مثبت دارد، در نتیجه آنژین صدری را تسریع نمی‌کند. خاصیت دوم (اثرات کرونوتروپیک و اینوتروپیک مثبت) به ویژه مهم است، زیرا سایر گشادکننده‌های عروقی که در آنژین استفاده می‌شوند ممکن است در ایجاد پدیده سرقت عروق کرونر مؤثر باشند.
برای این دارو اثرات هم‌افزایی با آنتی‌بیوتیک‌ها پیشنهاد شده است.